# Sander Bax
Pieter Alexander Bax (Dordrecht, 1977) is literatuurhistoricus, Mulisch-kenner en biograaf van Bernlef.
Sander Bax is hoogleraar Onderwijs en Cultuur aan de Universiteit van Tilburg, waar hij in 2007 promoveerde op het proefschrift De taak van de schrijver. Het poëticale debat in de Nederlandse literatuur (1968-1985). Deze literatuurgeschiedenis combineert de formele (op de artistieke vorm gerichte) benadering van literatuur met de cultuurhistorische en de institutionele – op het werk van Pierre Bourdieu geënte – benaderingswijze van het culturele veld. De promotor was hoogleraar literatuurwetenschap Jaap Goedegebuure.
In 2015 verscheen Bax’ biografische monografie over het leven en werk van Harry Mulisch: De Mulisch Mythe. Het was de eerste studie sinds het overlijden van Mulisch in 2010 waarin vrijwel diens gehele oeuvre werd besproken. In het VPRO-programma Boeken werd hij geïnterviewd over Mulisch door wijlen Wim Brands.
Uitgeverij Querido maakte in 2016 bekend dat Bax de biografie van schrijver J. Bernlef voorbereidt.
- Bibliothèque nationale de France: cb161458321 (data)
- Digitale Bibliotheek voor de Nederlandse Letteren: bax_006
- Gemeinsame Normdatei: 134223195
- International Standard Name Identifier: 0000 0000 7850 6328
- Library of Congress Control Number: no2008183726
- Nationale Bibliotheek van Israël: 987007402803605171
- Nationale Bibliotheek van Polen: a0000003771833
- Nederlandse Thesaurus van Auteursnamen: 195478800
- Système universitaire de documentation: 185004849
- Virtual International Authority File: 8599098
- WorldCat: E39PBJpTYHWbywF9bWwvqhfg8C